# Manuel Marani
Manuel Marani (Serravalle, 7 giugno 1984) è un ex calciatore sammarinese, di ruolo attaccante.

## Carriera
Attaccante potente (alto 1,85 m x 80 kg), in Nazionale ha segnato due reti in 33 presenze: una rete ai danni dell'Irlanda, il 7 febbraio 2007. Il gol di Marani ha siglato il momentaneo 1-1, prima che Stephen Ireland segnasse il definitivo 2-1, nel recupero, impedendo a San Marino di ottenere il primo punto nelle qualificazioni europee (rimandato al pari interno con l'Estonia del 15 novembre 2014).
Ha segnato il suo secondo gol in Nazionale nell'amichevole del 14 agosto 2012 con Malta finita 2-3, diventando così il secondo giocatore sammarinese di sempre a segnare più di un gol con la nazionale dopo Andy Selva, primatista all-time a quota 8. Attualmente allena le giovanili del San Marino e la nazionale sammarinese tifosi.

## Statistiche

### Cronologia presenze e reti in nazionale
| Cronologia completa delle presenze e delle reti in nazionale ― San Marino | Cronologia completa delle presenze e delle reti in nazionale ― San Marino | Cronologia completa delle presenze e delle reti in nazionale ― San Marino | Cronologia completa delle presenze e delle reti in nazionale ― San Marino | Cronologia completa delle presenze e delle reti in nazionale ― San Marino | Cronologia completa delle presenze e delle reti in nazionale ― San Marino | Cronologia completa delle presenze e delle reti in nazionale ― San Marino | Cronologia completa delle presenze e delle reti in nazionale ― San Marino |
| Data                                                                      | Città                                                                     | In casa                                                                   | Risultato                                                                 | Ospiti                                                                    | Competizione                                                              | Reti                                                                      | Note                                                                      |
| ------------------------------------------------------------------------- | ------------------------------------------------------------------------- | ------------------------------------------------------------------------- | ------------------------------------------------------------------------- | ------------------------------------------------------------------------- | ------------------------------------------------------------------------- | ------------------------------------------------------------------------- | ------------------------------------------------------------------------- |
| 8-10-2005                                                                 | Zenica                                                                    | Bosnia ed Erzegovina                                                      | 3 – 0                                                                     | San Marino                                                                | Qual. Mondiali 2006                                                       | -                                                                         | 81’                                                                       |
| 12-10-2005                                                                | Serravalle                                                                | San Marino                                                                | 0 – 6                                                                     | Spagna                                                                    | Qual. Mondiali 2006                                                       | -                                                                         | 86’                                                                       |
| 16-8-2006                                                                 | Serravalle                                                                | San Marino                                                                | 0 – 3                                                                     | Albania                                                                   | Amichevole                                                                | -                                                                         |                                                                           |
| 6-9-2006                                                                  | Serravalle                                                                | San Marino                                                                | 0 – 13                                                                    | Germania                                                                  | Qual. Euro 2008                                                           | -                                                                         | 78’                                                                       |
| 15-11-2006                                                                | Dublino                                                                   | Irlanda                                                                   | 5 – 0                                                                     | San Marino                                                                | Qual. Euro 2008                                                           | -                                                                         | 67’                                                                       |
| 7-2-2007                                                                  | Serravalle                                                                | San Marino                                                                | 1 – 2                                                                     | Irlanda                                                                   | Qual. Euro 2008                                                           | 1                                                                         |                                                                           |
| 28-3-2007                                                                 | Cardiff                                                                   | Galles                                                                    | 3 – 0                                                                     | San Marino                                                                | Qual. Euro 2008                                                           | -                                                                         |                                                                           |
| 2-6-2007                                                                  | Norimberga                                                                | Germania                                                                  | 6 – 0                                                                     | San Marino                                                                | Qual. Euro 2008                                                           | -                                                                         | 76’                                                                       |
| 22-8-2007                                                                 | Serravalle                                                                | San Marino                                                                | 0 – 1                                                                     | Cipro                                                                     | Qual. Euro 2008                                                           | -                                                                         |                                                                           |
| 8-9-2007                                                                  | Serravalle                                                                | San Marino                                                                | 0 – 3                                                                     | Rep. Ceca                                                                 | Qual. Euro 2008                                                           | -                                                                         |                                                                           |
| 12-9-2007                                                                 | Nicosia                                                                   | Cipro                                                                     | 3 – 0                                                                     | San Marino                                                                | Qual. Euro 2008                                                           | -                                                                         | 87’                                                                       |
| 13-10-2007                                                                | Dubnica nad Váhom                                                         | Slovacchia                                                                | 7 – 0                                                                     | San Marino                                                                | Qual. Euro 2008                                                           | -                                                                         | 22’ 85’                                                                   |
| 21-11-2007                                                                | Serravalle                                                                | San Marino                                                                | 0 – 5                                                                     | Slovacchia                                                                | Qual. Euro 2008                                                           | -                                                                         |                                                                           |
| 10-9-2008                                                                 | Serravalle                                                                | San Marino                                                                | 0 – 2                                                                     | Polonia                                                                   | Qual. Mondiali 2010                                                       | -                                                                         |                                                                           |
| 11-10-2008                                                                | Serravalle                                                                | San Marino                                                                | 1 – 3                                                                     | Slovacchia                                                                | Qual. Mondiali 2010                                                       | -                                                                         |                                                                           |
| 15-10-2008                                                                | Belfast                                                                   | Irlanda del Nord                                                          | 4 – 0                                                                     | San Marino                                                                | Qual. Mondiali 2010                                                       | -                                                                         | 86’                                                                       |
| 19-11-2008                                                                | Serravalle                                                                | San Marino                                                                | 0 – 3                                                                     | Rep. Ceca                                                                 | Qual. Mondiali 2010                                                       | -                                                                         |                                                                           |
| 11-2-2009                                                                 | Serravalle                                                                | San Marino                                                                | 0 – 3                                                                     | Irlanda del Nord                                                          | Qual. Mondiali 2010                                                       | -                                                                         | 62’ 70’                                                                   |
| 12-8-2009                                                                 | Maribor                                                                   | Slovenia                                                                  | 5 – 0                                                                     | San Marino                                                                | Qual. Mondiali 2010                                                       | -                                                                         | 80’                                                                       |
| 14-10-2009                                                                | Serravalle                                                                | San Marino                                                                | 0 – 3                                                                     | Slovenia                                                                  | Qual. Mondiali 2010                                                       | -                                                                         |                                                                           |
| 3-9-2010                                                                  | Serravalle                                                                | San Marino                                                                | 0 – 5                                                                     | Paesi Bassi                                                               | Qual. Euro 2012                                                           | -                                                                         | 76’                                                                       |
| 7-9-2010                                                                  | Malmö                                                                     | Svezia                                                                    | 6 – 0                                                                     | San Marino                                                                | Qual. Euro 2012                                                           | -                                                                         | 56’                                                                       |
| 8-10-2010                                                                 | Budapest                                                                  | Ungheria                                                                  | 8 – 0                                                                     | San Marino                                                                | Qual. Euro 2012                                                           | -                                                                         |                                                                           |
| 12-10-2010                                                                | Serravalle                                                                | San Marino                                                                | 0 – 2                                                                     | Moldavia                                                                  | Qual. Euro 2012                                                           | -                                                                         |                                                                           |
| 17-11-2010                                                                | Helsinki                                                                  | Finlandia                                                                 | 8 – 0                                                                     | San Marino                                                                | Qual. Euro 2012                                                           | -                                                                         | 79’                                                                       |
| 9-2-2011                                                                  | Serravalle                                                                | San Marino                                                                | 0 – 1                                                                     | Liechtenstein                                                             | Amichevole                                                                | -                                                                         | 72’                                                                       |
| 3-6-2011                                                                  | Serravalle                                                                | San Marino                                                                | 0 – 1                                                                     | Finlandia                                                                 | Qual. Euro 2012                                                           | -                                                                         |                                                                           |
| 7-6-2011                                                                  | Serravalle                                                                | San Marino                                                                | 0 – 3                                                                     | Ungheria                                                                  | Qual. Euro 2012                                                           | -                                                                         |                                                                           |
| 10-8-2011                                                                 | Serravalle                                                                | San Marino                                                                | 0 – 1                                                                     | Romania                                                                   | Amichevole                                                                | -                                                                         | 76’                                                                       |
| 6-9-2011                                                                  | Serravalle                                                                | San Marino                                                                | 0 – 5                                                                     | Svezia                                                                    | Qual. Euro 2012                                                           | -                                                                         | 20’ 46’                                                                   |
| 14-8-2012                                                                 | Serravalle                                                                | San Marino                                                                | 2 – 3                                                                     | Malta                                                                     | Amichevole                                                                | 1                                                                         | 79’                                                                       |
| 11-9-2012                                                                 | Serravalle                                                                | San Marino                                                                | 0 – 6                                                                     | Montenegro                                                                | Qual. Mondiali 2014                                                       | -                                                                         | 67’                                                                       |
| 16-10-2012                                                                | Serravalle                                                                | San Marino                                                                | 0 – 2                                                                     | Moldavia                                                                  | Qual. Mondiali 2014                                                       | -                                                                         | 64’                                                                       |
| Totale                                                                    |                                                                           | Presenze                                                                  | 33                                                                        |                                                                           | Reti (3º posto)                                                           | 2                                                                         |                                                                           |

## Palmarès

### Club

#### Competizioni nazionali
- Campionato sammarinese: 1

Murata: 2007-2008
- Coppe Titano: 1

Murata: 2008